# Метью Белчер
Метью Белчер  (англ. Mathew Belcher, 20 вересня 1982) — австралійський яхтсмен, олімпієць.

## Виступи на Олімпіадах
| Олімпіада           | Дисципліна | Місце |
| ------------------- | ---------- | ----- |
| Лондон 2012         | Клас 470   | 1     |
| Ріо-де-Жанейро 2016 | Клас 470   | 2     |
| Токіо 2020          | Клас 470   | 1     |